# پودلیشکی
پودلیشکی (به لهستانی:  Pudliszki) یک روستا در لهستان است که در گمینا کروبیا واقع شده‌است. پودلیشکی ۲٬۳۶۰ نفر جمعیت دارد.